# Укрепления Вобана
Укрепления Вобана (фр. Fortifications de Vauban) включают в себя двенадцать памятников оборонной архитектуры, построенных французским военным инженером Себастьеном ле Претром де Вобаном. В 2008 году укрепления Вобана были занесены в список Всемирного наследия ЮНЕСКО.

## Список

Укрепления Вобана на карте

Ниже представлен список памятников фортификационной архитектуры:
- Аррас: цитадель
- Безансон: цитадель[англ.], городская стена и форт Гриффон.
- Блай: цитадель, городская стена, форт Пате[англ.] и форт Медок[англ.].
- Бриансон: городская стена, форт Салетт, форт-де-Тет, форт-дю-Рандуйе, мост Асфельда.
- Вильфранш-де-Конфлан: крепостные стены, форт Либерия и Кова Бастера.
- Камаре-сюр-Мер: башня Вобана.
- Лонгви: цитадель.
- Мон-Дофен: крепость.
- Мон-Луи[англ.]: крепость.
- Нёф-Бризах: городская стена
- Сен-Мартен-де-Ре: крепостные стены и цитадель
- Сен-Ва-ла-Уг (остров Татиу): сторожевые башни

## Галерея

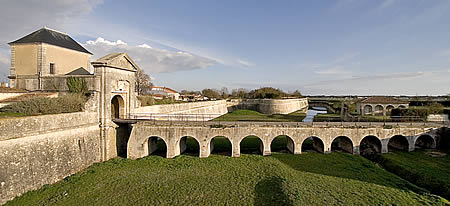
Сен-Мартен-де-Ре
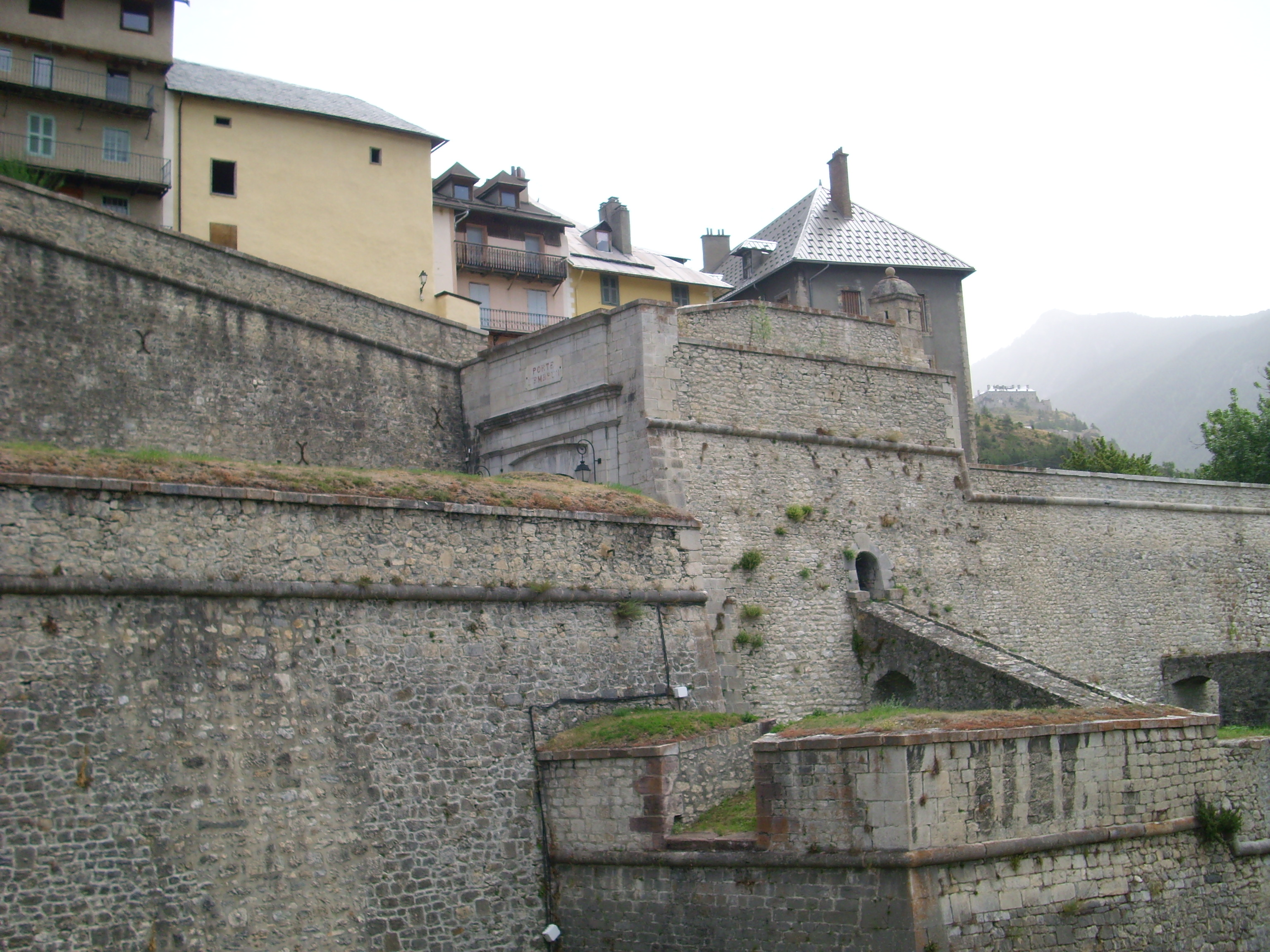
Бриансон
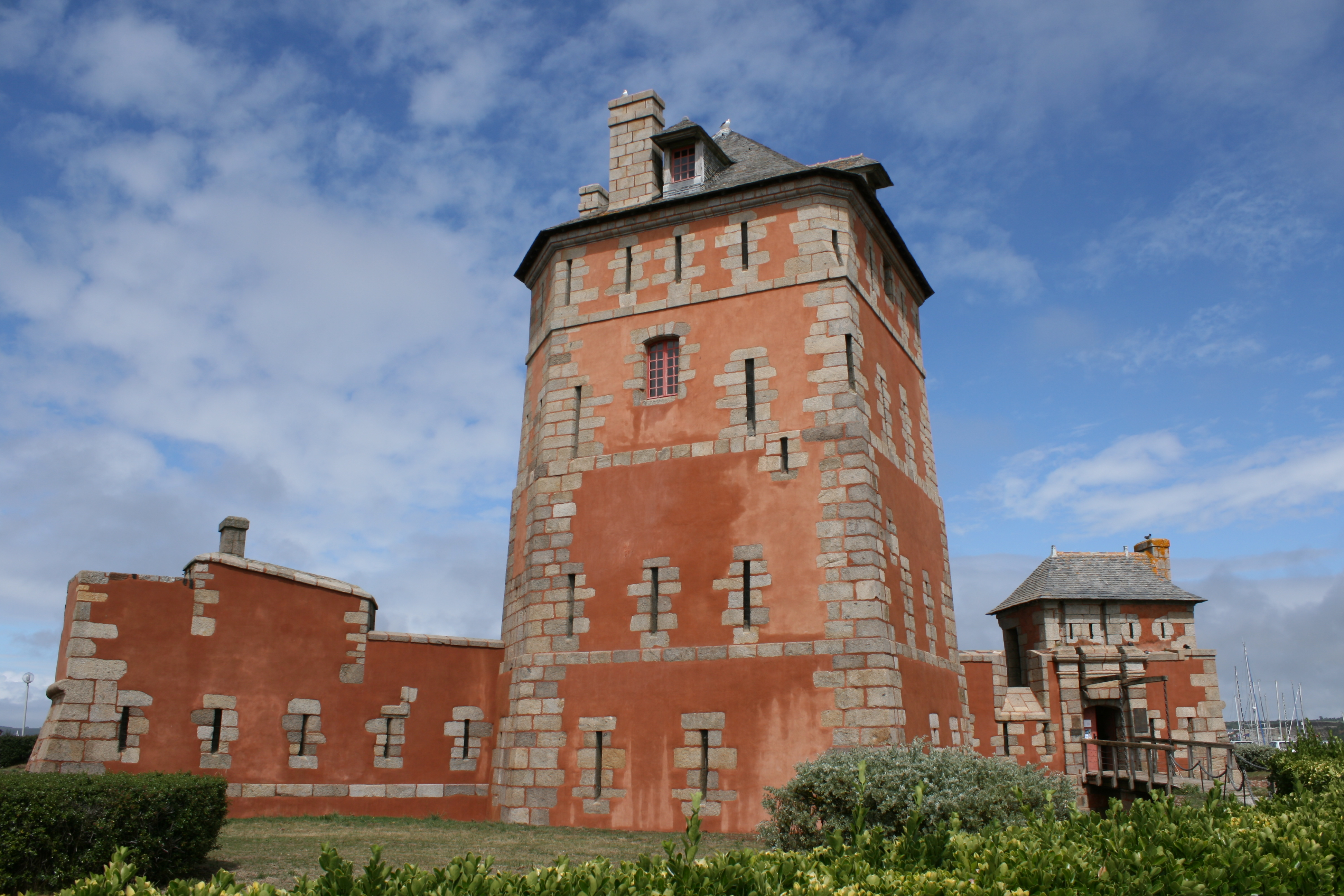
Камаре-сюр-Мер
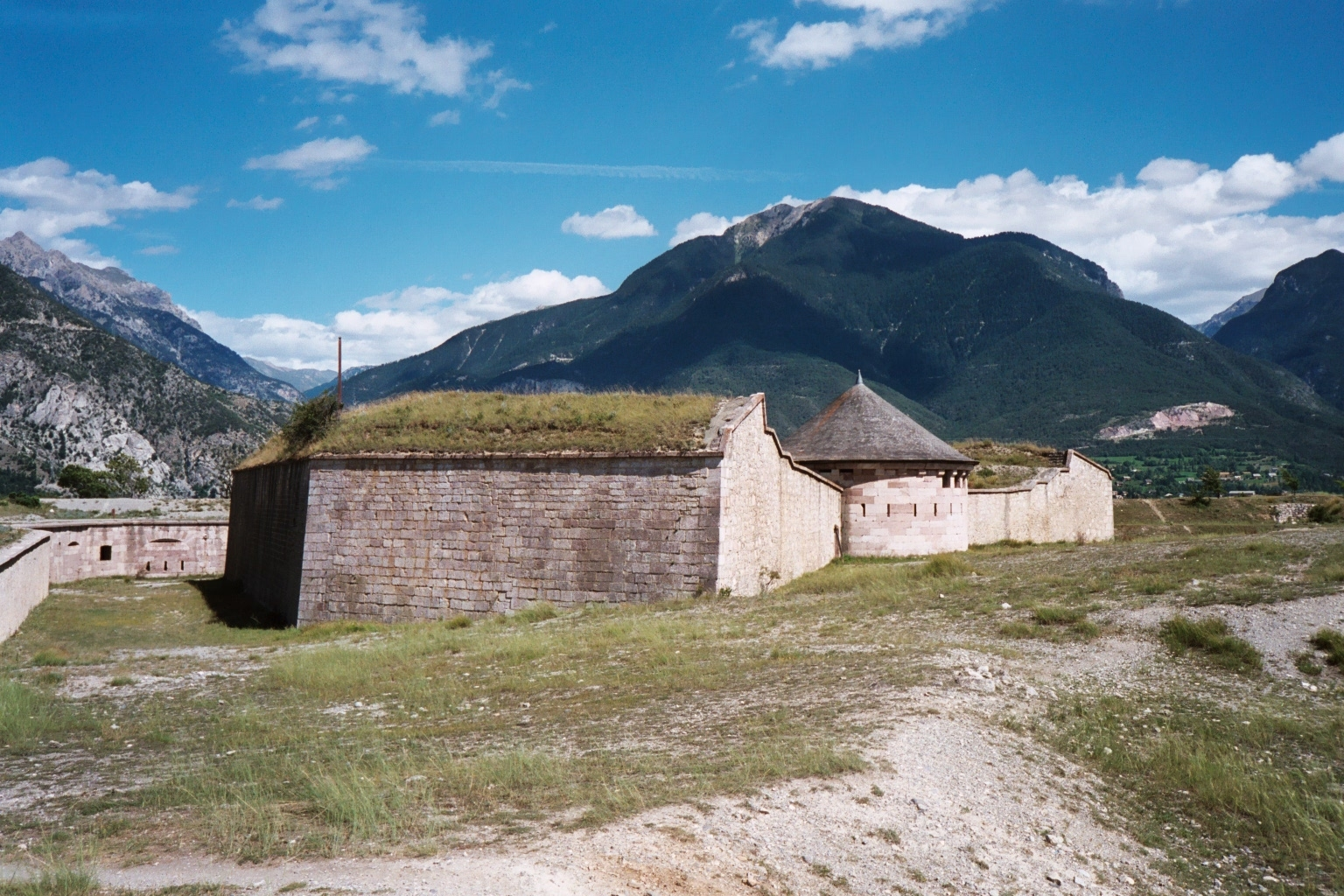
Мон-Дофен
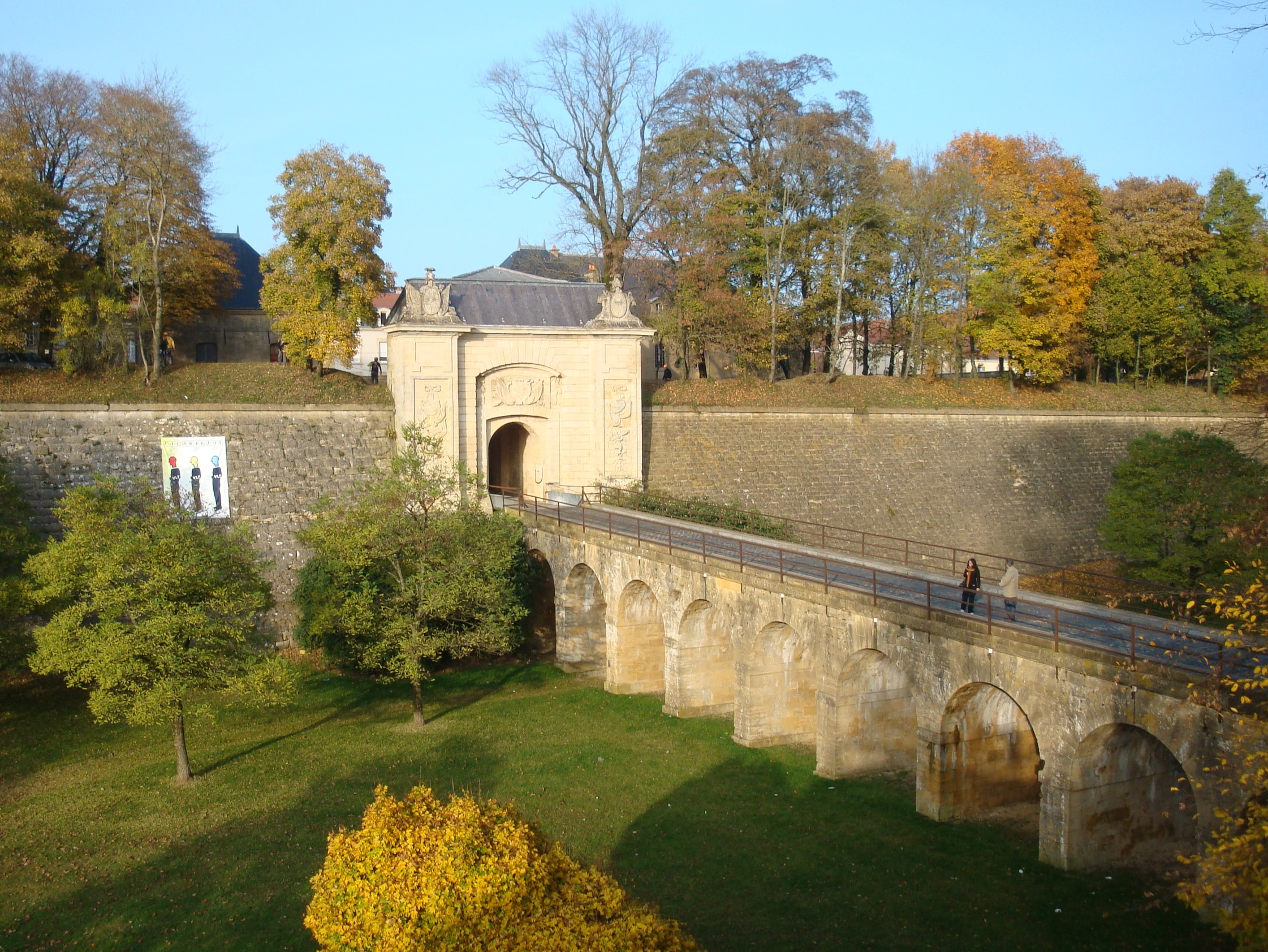
Лонгви
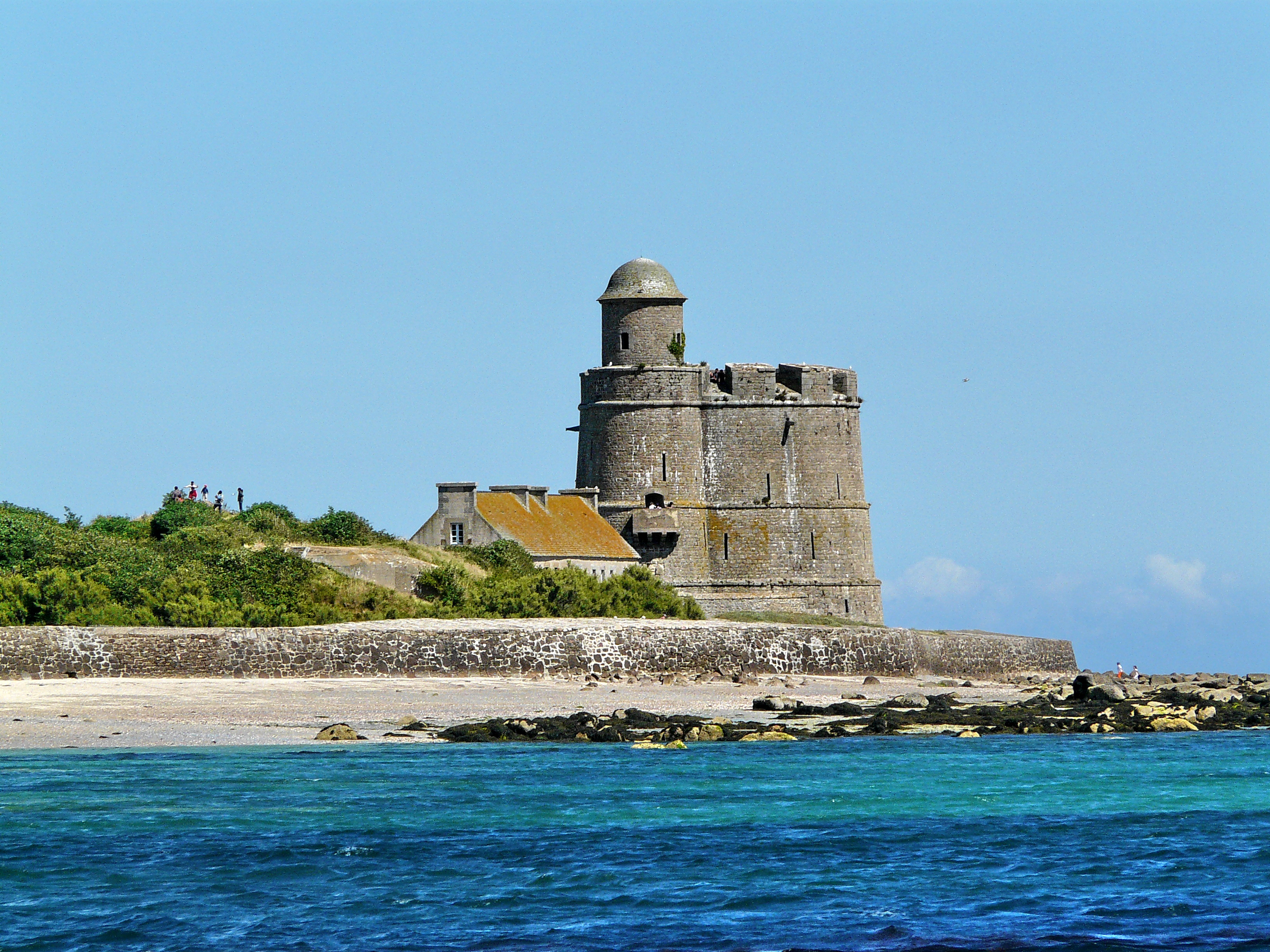
Форт на острове Татиу